# Dagmar Hank
Dagmar Hank (* 1. März 1944 in Bad Nauheim) ist eine ehemalige deutsche Schauspielerin.

## Karriere
Erste Auftritte hatte Dagmar Hank 1961 in zwei Folgen der Fernsehserie Unternehmen Kummerkasten und 1962 in dem Film Die Post geht ab. Es folgten Rollen in Liebe will gelernt sein (1963), Der Geisterzug (1963), Zwei blaue Vergißmeinnicht (1963) sowie 1964–65 in der Fernsehserie Der Nachtkurier meldet … (14 Folgen) als Fotografie-Studentin Helga Heydenreich, der Freundin der Hauptfigur, des Journalisten Günther Wieland, gespielt von Gig Malzacher. In der Folge Ein märchenhafter Gewinn ist Hank dabei an der Seite des noch unbekannten Helmut Fischer zu sehen, der hier erstmal als Münchner Stenz auftritt, nämlich als der Gebrauchtwagenhändler „Auto-Schorschi“, von dem von einer anderen Figur gesagt wird, er sehe aus und wirke wie „wie ein Stenz von der Schwanthalerhöhe“. Nach 1965 sind keine weiteren Film- oder Fernsehrollen Hanks zu ermitteln. Im Jahr 1966 nahm sie eine Schallplatte auf.

## Hörspiele (Auswahl)
- 1963: Ernst Elias Niebergall: Der Datterich. Lokalposse in der Mundart der Darmstädter (Marie, Frau Dummbachs Tochter) – Bearbeitung und Regie: Robert Stromberger (Hörspielbearbeitung, Mundarthörspiel – HR)[4]